# Bogatstvo
Bogatstvo je pojam koji se odnosi se na dostupnost materijalnih ili nematerijalnih dobara, koji obogaćuju život.
Danas se pojam bogatstvo kvantitativno često odnosi na novac i vlasništvo. Međutim bogatstvo se ne odnosi samo na materijalna dobra. 
Pripadajući pridjev je bogat.

## Općenito
Bogatstvo se odnosi na veliko posjedovanje duhovnih, (intelektualnih ili nematerijalnih) posjeda ili često materijalne imovine.
Značaj ili važnost intelektualnog bogatstva se često podcjenjuje, i teže ga je prikazati nasuprot materijalnim bogatstvu. 
S društvenoga stajališta bogatstvo zahtijeva općenito prihvaćenu konvenciju, da vlasništvo nad stvarima, zemljištem ili novcima, bude zaštićeno.
Poimanje bogatstva se razlikuje u različitim društvima. 
Suprotnost od bogatstva je neimaština.
U izvornoj kršćanskoj vjeri Isus je pripovijedao siromaštvo: "Lakše je devi proći kroz iglene ušice nego bogatašu ući u kraljevstvo nebesko" (Mt 19,24). Ipak, Isus nije zabranjivao bogatstvo, ali upozorava da bogati čovjek ne može služiti i Bogu i novcu. 
Većina kršćana je uvjerena da bogatstvo ne uzdiže čovjeka iznad drugih ljudi.
U protestantskoj kulturi stjecanje bogatstva je dugo vremena bilo gledano kao Božja nagrada za bogu mio način života. Ta pozicija u Europi više nije zastupljena.
Kod budizma se bogatstvo smatra slično kao što je bilo na početku kršćanstva, kao nešto nepotrebno.
Tenzin Gyatso, sadašnji Dalaj Lama je rekao: "Zadovoljstvo imati novac u banci čini možda sretnim za trenutak, ali s vremenom vlasnik ima sve više straha da bi mogao sve izgubiti."
Buda je propovijedao siromaštvo, jer je kroz neposjedovanje dobara vidio vrstu "spasenja".